# 1599.
◄ | 15. stoljeće | 16. stoljeće | 17. stoljeće | ►
◄ | 1560-ih | 1570-ih | 1580-ih | 1590-ih | 1600-ih | 1610-ih | 1620-ih | ►
◄◄ | ◄ | 1596. | 1597. | 1598. | 1599. | 1600. | 1601. | 1602. | ► | ►►
Arhitektura • Astronomija • Glazba • Kazalište • Kiparstvo • Knjige • Književnost • Kršćanstvo • Medicina • Politika • Pravo • Promet • Slikarstvo • Znanost

## Rođenja
- 31. siječnja – Juraj V. Zrinski, hrvatski ban i vojskovođa († 1626.)
- 22. ožujka – Anthonis van Dyck, flamanski slikar († 1641.)
- 5. travnja – Oliver Cromwell, engleski državnik († 1658.)
- 27. rujna – Francesco Borromini, talijanski arhitekt i kipar († 1667.)

## Vanjske poveznice
|  | Zajednički poslužitelj ima još gradiva o temi 1599. |